# Порос
Вижте пояснителната страница за други значения на Порос.
Порос (на гръцки: Πόρος) е малък остров на около 48 km (32 мили) южно от Пирея разделен от полуостров Пелопонес посредством 200-метров морски канал. Старото име на острова е Погон. Всъщност Порос се състои от два отделни острова свързани помежду си с мост. Считан е за остров на бога на морето Посейдон.

## История
Археологически разкопки показват, че островът е бил населен още през Бронзовата ера. През Византийския период често е нападан от пирати. По време на Османското владичество остава независим.

## Днес
Малкото градче на остров Порос е построено амфитеатрално по склоновете на хълма. Най-голямата му забележителност е часовниковата кула, построена през 1927 година. Има още и археологически музей. Макар да няма летище, островът е лесно достъпен по вода и е любимо място на туристите за кратки ваканции.

## Галерия
- Развалини във вътрешността на острова
- Развалините, погледнати отвътре